# ImageShack
ImageShack — вебсайт хостингу зображень. Більшу частину прибутку сайт отримує від реклами, що розміщується на ньому. Imageshack.us за даними на 6 травня 2007 року займав 50 позицію в рейтингу Alexa.